# Morgause
Morgause / mɔːrˈɡeɪz /, také Morgawse a další hláskování a varianty jména (kupříkladu Anna), je v pozdějších artušovských tradicích královnou Orknejí. V některých verzích legendy, včetně středoanglicky psaného rytířského románu Le Morte d'Arthur Thomase Maloryho majícího vliv na všechny následující verze legendy, je matkou Gawaina a Mordreda, dvou klíčových postav v příběhu o králi Artušovi a jeho pádu. Mordred je produktem Artušova neúmyslného incestu s Morgause, královou odloučenou nevlastní sestrou. Morgause je sestrou Morgany le Fay a manželkou krále Lota Orknejského. Dále je matkou také Garetha, Agravaina a Gaherise, z nichž poslední jmenovaný ji zavraždí.